# 5 A Side

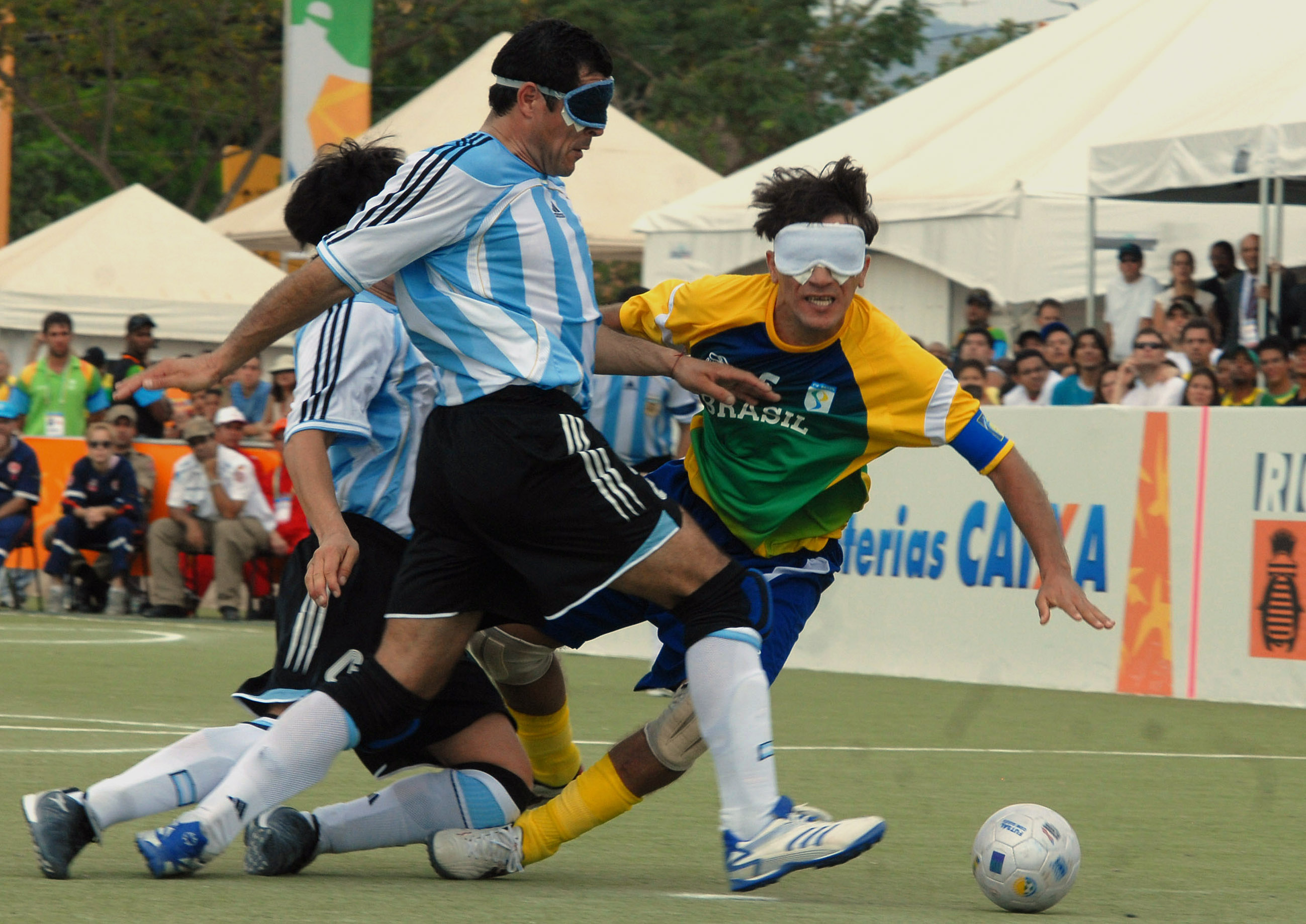
Brasilien spelar mot Argentina i fotbollsfinalen för 5 (för de blinda) vid de Parapanamerikanska spelen 2007 i Rio de Janeiro den 19 augusti 2007.

5 A Side är en fotbollsterm som innebär att det är fyra utespelare och en målvakt i varje lag på fotbollsplanen. Termen används oftast vid inomhusspel, då 5 A Side används på de vanliga, små planerna och 7 A Side används på mer ovanliga inomhusplaner till exempel konstgräsplaner och större hallar. 
"5 A Side" utläses på engelska "five a side", vilket betyder "fem per sida". Blindfotboll spelas i denna formen på Paralympiska spelen.